# Карнавальна ніч 2, або 50 років по тому
«Карнавальна ніч 2, або 50 років по тому» (рос. «Карнавальная ночь 2, или 50 лет спустя») — фільм-мюзикл, присвячений 50-річному ювілею оригінального фільму Ельдара Рязанова «Карнавальна ніч» 1956 року. Також є в якійсь мірі ремейком оригіналу.
Фільм знімався з жовтня до грудня 2006 року. Вперше показаний на телебаченні ввечері 1 січня 2007 року.

## Сюжет
У театр, де 50 років тому проходив спектакль «Карнавальна ніч» під керівництвом Огурцова, приїжджає Ельдар Рязанов з проханням про зняття фільму на ту ж тему за написаним ним сценарієм. Нинішній директор Сергій Сергійович Кабачков, який замінив на посаді Огурцова, категорично проти постановки і відмовляє Рязанову, оскільки, за його словами, театр — це Будинок культури, а не естрадний шинок. Про відмову незабаром дізнаються організатори вистави Олена Крилатова і Денис Колечкін, і вирішують підлаштувати виступ акторів так, щоб якомога більше перешкодити запланованій програмі директора театру. Незважаючи на те, що Кабачков щосили розповідає про те, яким чесним був товариш Огурцов, сам він собі на думці і має своє уявлення про те, яким повинен бути майбутній концерт і намагається зробити його саме таким…

## У ролях
- Олена Бабенко — Олена Крилатова
- Сергій Безруков — Денис Колечкін
- Сергій Маковецький — Сергій Сергійович Кабачков, директор театру
- Марія Аронова — Машенька, секретар Кабачкова
- Інна Чурикова — лікар-стоматолог
- Роман Мадянов — Колян
- Ольга Остроумова — кінопродюсер
- Валентин Гафт — політтехнолог
- Дмитро Пєвцов — командир ЗМОПу
- Людмила Арініна — інтелігентна прибиральниця
- Юрій Лактіонов — слюсар-сантехнік
- Людмила Гурченко — камео
- Володимир Зельдін — старий клоун, камео
- Валентина Пономарьова — бібліотекар
- Ельдар Рязанов — камео
- Олексій Баталов — камео
- Сергій Мазаєв — Шура, (блатний співак)
- Георгій Данелія — камео
- Олександр Лазарев-старший — гравець на ложках № 1
- Михайло Державін — гравець на ложках № 2
- Олег Басилашвілі — гравець на ложках № 3
- Ігор Кваша — гравець на ложках № 4
- Тетяна Тарасова — камео
- Андрій Сєдов — ЗМОПівець, який стояв в оточенні
- Микола Дроздов — камео
- Олександра Пахмутова — камео
- Петро Тодоровський — гість на новорічному вечорі